# 阿格諾 (波賽頓之子)
阿格諾（Agenor，希臘文：Ἀγήνωρ）是希臘神話中的一個人物。他是海神波賽頓與利比亞的兒子，與柏羅斯是雙胞胎兄弟。
阿格諾是腓尼基人建立的殖民地泰爾城的國王。他娶了特里孚莎，兩人生下歐羅巴、卡德摩斯、福尼克斯、基利克斯、菲涅俄斯等孩子。其中最有名的是歐羅巴，她是宙斯的情人之一。卡德摩斯後來成為底比斯城的建立者。